# Eduard von Schenk

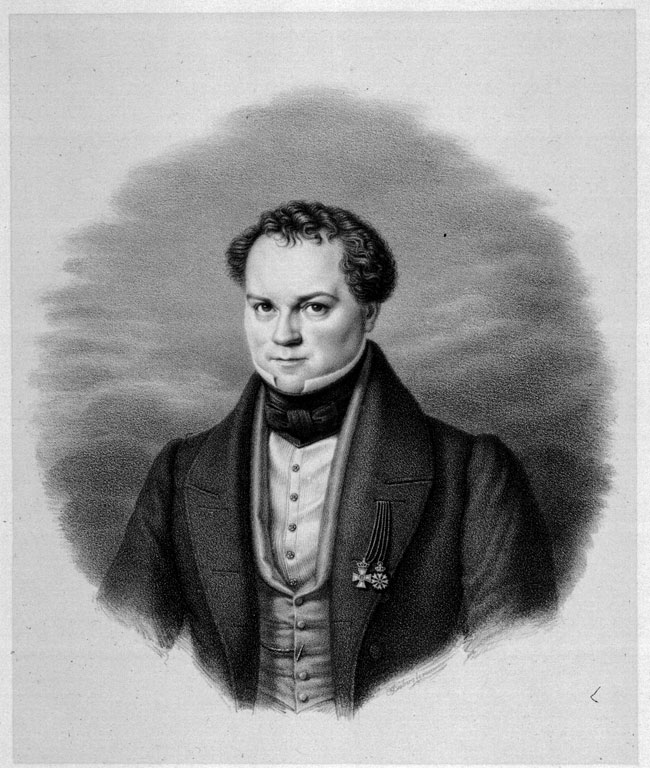
Eduard von Schenk

Eduard Schenk, ab 1827 Ritter von Schenk (* 10. Oktober 1788 in Düsseldorf; † 26. April 1841 in München) war ein bayerischer Staatsmann und Dichter.

## Leben
Eduard Schenk wurde am 10. Oktober 1788 in Düsseldorf als Sohn des Diplomaten und Finanzbeamten Johann Heinrich Schenk geboren. Schenk wuchs in einem bürgerlichen Haushalt unter seinem am bayerischen Hof Karriere machenden Vater auf, der zur intellektuellen Elite jener Zeit zählte und Verbindung zu Goethe, Wieland und Lessing unterhielt. Eduard verbrachte die Jugend und Schulzeit in München. Der frühe Kontakt im Elternhaus zum katholischen Theologen Johann Michael Sailer war von großer Bedeutung für seine religiöse Prägung. Den Gymnasialabschluss machte er 1805 am (heutigen) Wilhelmsgymnasium München. 1806 schrieb sich der 18-Jährige an der Universität in Landshut zum Studium der Rechtswissenschaften ein. Während des Studiums hielt er sich im Kreis Sailers und des Rechtsgelehrten Savigny auf. Dies bestimmte später seine Staats- und Rechtsauffassung. Hier lernte er auch Gleichgesinnte kennen wie beispielsweise Karl Graf von Seinsheim sowie den Freiherren Max Prokop von Freyberg-Eisenberg und Karl von Gumppenberg. Er promovierte als Doktor der Rechte. 1812 legte Schenk den Staatskonkurs (heute: Staatsexamen) ab und wurde kurz darauf Akzessist am Appellationsgericht (Berufungsgericht) im Isarkreis. Die erste Anstellung fand Schenk im September 1813 als Assessor am Stadtgericht in München. 1817 trat er von der protestantischen zur katholischen Kirche über. Hierbei könnte auch die Vermählung im Jahre 1814 mit der katholisch erzogenen Therese Neumayr, einer Tochter Clement von Neumayrs Bedeutung gehabt haben. Sein Schwiegervater, der im Finanzministerium wirkte, dürfte auf die Karriere Schenks förderlich gewesen sein.
Der Aufstieg in der Beamtenlaufbahn folgte, so dass Schenk im Januar 1818 als geheimer Sekretär in das Justizministerium übernommen wurde. Drei Jahre später rückte er in den Rang eines Geheimrats auf. 1822 beziehungsweise nach Angabe Julius Elias 1823 unternahm Schenk eine Italienreise. Eine angebotene Beförderung verbunden mit Umzug in die „Pfalz“ schlug er aus, bekam jedoch die Beförderung zum Generalsekretär des Justizministeriums. In seinem Haus verkehrten Platen, Zedlitz, Tieck, Rückert und Heinrich Heine. Zudem hatte er Briefverkehr mit Franz Grillparzer, Wilhelm Hauff und weiteren.
Nach dem königlichen Amtsantritt Ludwigs I. wurde er per 1. Januar 1826 zum Vorstand der Sektion „für die Angelegenheiten der Kirche und des Unterrichts“ (Oberster Kirchen- und Schulrat) des Innenministeriums ernannt. Im September 1828 wurde Schenk zum Staatsrat im ordentlichen Dienst befördert und trat die Nachfolge als Innenminister seines bisherigen Vorgesetzten Joseph von Armansperg an. Die Ernennung war zugleich verbunden mit Standeserhöhung. Eduard von Schenk galt dem Monarchen Ludwig I. gefügiger als der vorige Amtsinhaber, der die Trennung von Religion und Staat vertrat. Um 1826 herum gewann Schenk einen ergebenen Freund in Michael Beer, der als Poet auf das Schaffen Schenks Einfluss nahm. Mit dem Umstand der französischen Julirevolution von 1830 wurde die Politik Ludwigs I. reaktionär, was Schenk umzusetzen verstand. Mit der verschärften Presseverordnung, anlässlich der Unruhen an der Münchener Universität erregte Schenk den Widerstand der Zweiten Kammer der Bayerischen Ständeversammlung. Die liberalen Oppositionellen in der Zweiten Kammer drängten Ludwig I. zur Entlassung seines Ministers im Mai 1831. Für das Vertrauen des Königs in Schenk hatte dieser Umstand keine Konsequenzen. Der Minister wurde des Amtes enthoben und zum Generalkreiskommissar in Regensburg, sowie zum Staatsrate im außerordentlichen Dienste ernannt. Im Januar 1837 bekam Schenk die Stellung als lebenslanger Reichsrat. Schenk wirkte nun in der Ersten Kammer der Bayerischen Ständeversammlung als loyal ergebener Sekretär Ludwig I.
Um 1838 herum stellte Ludwig I. Schenk seinem Nachfolger und Kronprinzen Maximilian II. bei. 1838 wurde er wieder in den ordentlichen Dienst des Staatsrats nach München berufen. Die Verleihung des Großkreuzes des Michaelsordens im Jahre 1839 deutete eigentlich eine Rückkehr in hohe Position an. Jedoch blieb die Erfüllung aus, da Eduard von Schenk im Alter von 52 Jahren unerwartet am 26. April 1841 in München verstarb. Der Tod Schenks traf Ludwig I. zutiefst.
Der Nachlass Schenks wird in der Staatlichen Bibliothek Regensburg aufbewahrt.

## Grabstätte

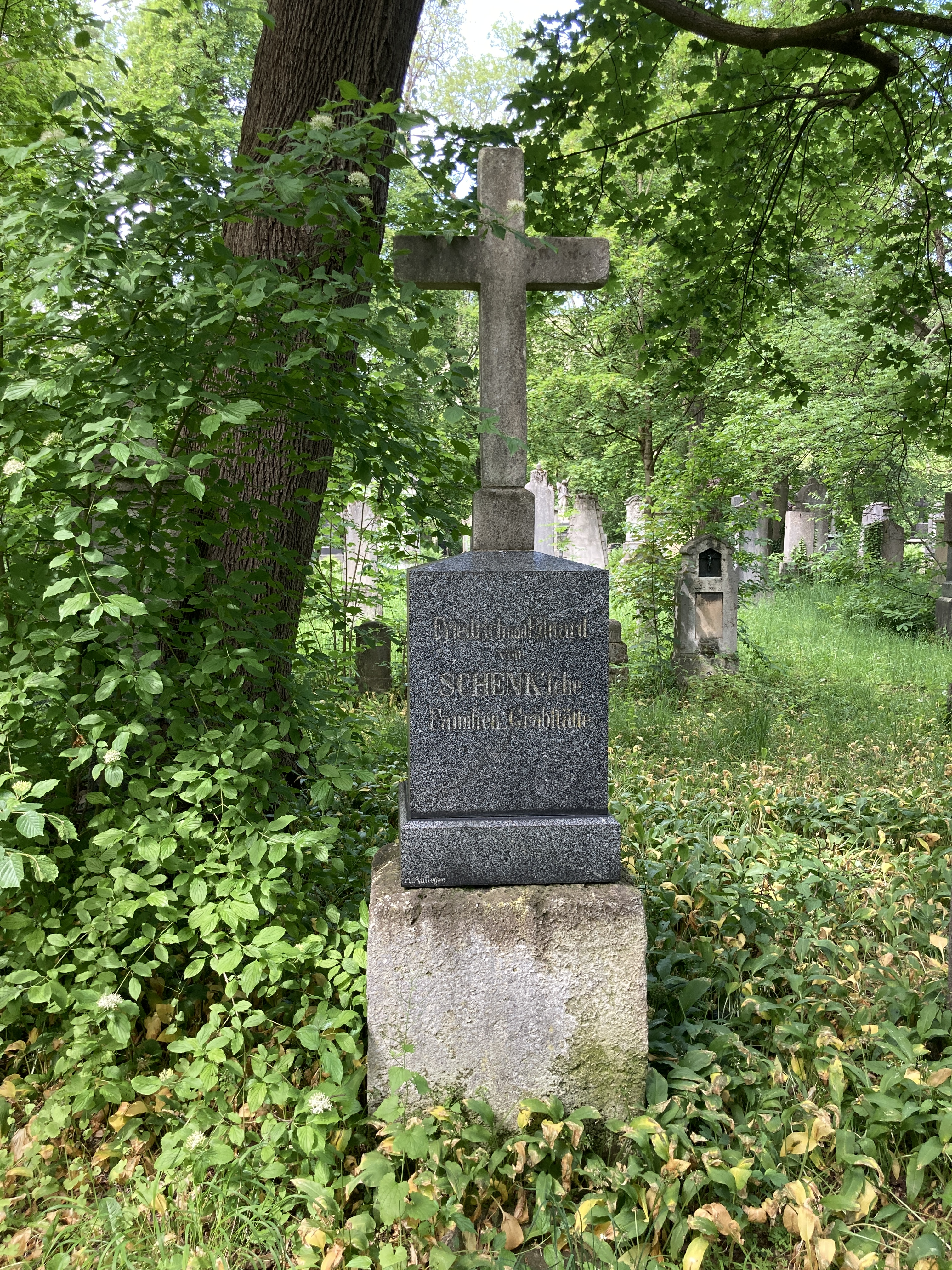
Grab von Eduard Schenk auf dem Alten Südlichen Friedhof in München

Die Grabstätte von Eduard Schenk befindet sich auf dem Alten Südlichen Friedhof in München (Gräberfeld 12 – Reihe 2 – Platz 28/29) Standort.

## Namensgeber für Straße
Nach Eduard Schenk wurde 1910 in München im Stadtteil Milbertshofen (Stadtbezirk 11 – Milbertshofen-Am Hart) die Eduard-Schenk-Straße benannt.

## Wirken
Eduard von Schenks schriftstellerisches Wirken wurde schon früh beachtet. Sein politisches eher wenig bedacht, obschon früh erkannt wurde, dass er Einfluss auf den bayerischen König Ludwig I. hatte. Wobei dieser Einfluss dem Umstand zu verdanken sei, dass sich seine Auffassungen vom Wesen des Staates, der Gesellschaft, der Religion und des Königtums mit der von Ludwig I. deckte. Bereits in der Jugend arbeitete Schenk an lyrischen und dramatischen Texten. 1822 veröffentlichte er seine ersten Gedichte. Im gleichen Jahr kam ohne Namensnennung der Text Gedanken und Empfindungen am Fuße des Altars zur Feyer von Ostern und Fronleichnam hinzu, welche eine „etwas geschmacklose[] und unpoetische[] katholische[] Propagandaschrift“ war nach aufgenommener Wertung bei Dirk Götschmann.
Bevor der Kronprinz Ludwig I. den Thron bestieg, empfahl Sailer in einer Denkschrift aus dem Jahre 1823 Schenk. Der spätere Regent betraute den Beamten 1824 mit der Planung zur Errichtung einer obersten Kulturbehörde. Schenk oblag die Verlegung der Universität von Landshut nach München und die Umbildung der Akademie der Wissenschaften. Schriftstellerisch hatte Schenk im Frühjahr 1826 Erfolg mit dem Drama Belisar welches am Münchner Hoftheater uraufgeführt wurde. Der Bühnenerfolg begeisterte den Monarchen, wie auch die Öffentlichkeit. Ludwig I. empfand Schenk als „begnadeten Dichter“. Zur Durchsicht gab er dem Literaten Schenk seine eigenen Werke und übernahm angeregte Besserungen.
Als Innenminister im Dienst Ludwig I. verband sich Eduard von Schenk der restaurativen Bildungs- und Kirchenpolitik. Nach Einschätzung des Historikers Dirk Götschmann gelang deren Umsetzung. Die Reformvorhaben von Rechtsprechung, Verwaltung, Wirtschaft, Gewerbe- und Sozialordnung waren hingegen ohne Auswirkung. Die Kirche lebte indes auf, da Schenk mit Eifer die Erfüllung des Staatskirchenvertrags einleitete. Projekte wie der Obermedizinalausschuß, Vorschriften für die Bibliotheksbenutzung setzte der Innenminister um. Auch am Gestütwesen nahm Schenk Anteil. Für eine Heeresergänzung erließ er ein Durchführungsgesetz. Vorhaben wie die Trockenlegung des Freisinger Moors oder der Kanalbau zwischen Donau und München blieben Erwägungen. Unbeliebt machte sich Schenk bei der Umsetzung der Vorgaben des Königs in der Zweiten Kammer der Bayerischen Ständeversammlung. Die Verweigerung der Beurlaubung liberaler Beamter, die in diese gewählt waren und die Verschärfung der Presseverordnung am 28. Januar 1831 führten zur Ablehnung Schenks durch die Kammerabgeordneten. Schenk musste hierfür die Verantwortung übernehmen und wurde zum Abtritt gezwungen.
Eduard von Schenk verschaffte sich 1838 Zutrauen des Kronprinzen Maximilian II., was Ludwig I. zugleich auszunutzen suchte. Die Förderung des Nachfolgers ging jedoch nicht so auf, wie Ludwig I. es erwünschte und der Kronprinz zog sich schon bald zurück.

## Charakteristika und Bedeutung
Seine dichterische Begabung schmeichelte Ludwig I. über sein Vermögen in Angelegenheit von Kirchen- und Schulwesen hinaus, sodass Schenk aufstrebte. Die Anerkennung des künstlerischen Schaffen durch den Monarchen, welcher Schenk unterlegen war im eigenen Werk, prägte beider Beziehung. Die damit verbundene Sonderstellung missbrauchte Schenk nie, sondern vergalt es dem König mit „größter Loyalität und äußerst hingebungsvolle[m] Dienen“. Eduard von Schenk verherrlichte der eigenen Auffassung nach das Königtum an sich, was in „einer ehrlichen Bewunderung für seinen Herren“ Niederschlag fand. Der Meinung des Historikers Dirk Götschmann folgend sei Schenk ein begabter und tüchtiger Mann und stände der Verehrung seines Königs wegen damit stellvertretend als „Verkörperung des Zeitgeistes“. Im Nachruf der Allgemeinen Zeitung schrieb man Schenk: „Ich kann Ihnen nicht ausdrücken, wie sehr der Verlust dieses Mannes in allen Kreisen der Gesellschaft beklagt wird, schon seine äußere Erscheinung war so freundlich und liebenswürdig, daß es schwerfällt zu glauben, er habe je einen Feind gehabt“. Dem Literar- und Kunsthistoriker Julius Elias galt Schenk, der von Zeitgenossen als berufener Erbe Schillers und Kleists stilisiert wurde, für weit überschätzt. Nach Elias offenbart sich in Schenks Werken „eine schreckliche Armuth der Erfindung und die baare Unfähigkeit“. Bernhard Lübbers, dem Leiter der Staatlichen Bibliothek Regensburg, gilt Schenk als ein Poet, dessen „dichterisches Werk eine unvoreingenommene Untersuchung von germanistischer Seite verdient hätte“. Schenk sei ein begabter „Netzwerker“ gewesen.

## Auszeichnungen
- 1827 das Ritterkreuz, verbunden mit der Nobilitierung[3] und
- 1830 das Komturkreuz des Verdienstordens der Bayerischen Krone[3]
- 1830 wurde er zum Ehrenmitglied der Bayerischen Akademie der Wissenschaften berufen
- 1839 das Großkreuz des Michaelsordens[3]
- Ehrenbürger der Stadt Regensburg[8] und Namensgeber für eine Straße in Regensburg im Stadtteil Ziegetsdorf[18]

## Werke
- Belisar. Trauerspiel, Uraufführung: 23. Februar 1826.[7]
- Henriette von England. Schauspiele, Uraufführung: 1. Dezember 1826.[7]
- Die Krone von Cypern. Schauspiele, Uraufführung: 29. März 1832.[7]
- Adolph von Nassau. „historische Schauspiel“, ungedruckt.[7]
- Albrecht Dürer in Venedig. Lustspiel, Uraufführung anlässlich des 300-jährigen Todestages.[7]
- Die Griechen in Nürnberg. Lustspiel.[7]
- Alte und neue Kunst. Ludwigs Traum. Ahnen und Enkel. Kadmos und Harmonia.[7]
- Michael Beer fördert das Lustspiel Albrecht Dürer in Venedig. Schenks Schauspiele erschienen gesammelt in drei Bänden (Stuttgart 1829–35). 1834–38 gab Schenk das Taschenbuch Charitas sowie Michael Beers „Sämtliche Schriften“ (Leipzig 1835, mit der Biographie des Dichters) heraus.[7]
- Die Zahl seiner Schriften umfasst rund 300 im Nachlass.[8]

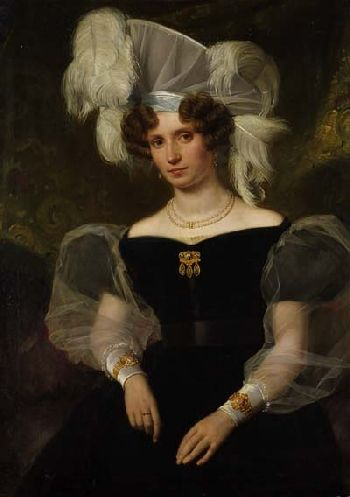
Eduard v. Schenks Frau Therese; Porträt von August Riedel

## Familie
Er war der Sohn von Johann Heinrich Schenk (1748–1813) und dessen Ehefrau Helene Sybilla Magdalena von Saur (1755–1814). Er selber heiratete 1814 Therese Neumayr (1796–1841), die Tochter des Clement von Neumayrs. Das Paar hatte zwei Söhne und zwei Töchter:
- Heinrich von Schenk (* um 1815, † 1868), stand in heftiger Opposition zum Vater durch seinen protestantischen Glauben; ab 1843 Staatsdiener, jedoch wegen ungebührlichen Verhaltens gegen Vorgesetzte 1849 vorzeitig in den Ruhestand versetzt; 1863 auf Betreiben des Onkels Max Neumayr erneut im Innenministerium tätig
- Friedrich von Schenk (* 1818, † um 1877)
- Therese von Stachelhausen ⚭ Julius von Stachelhausen (Guts- und Fabrikbesitzer)

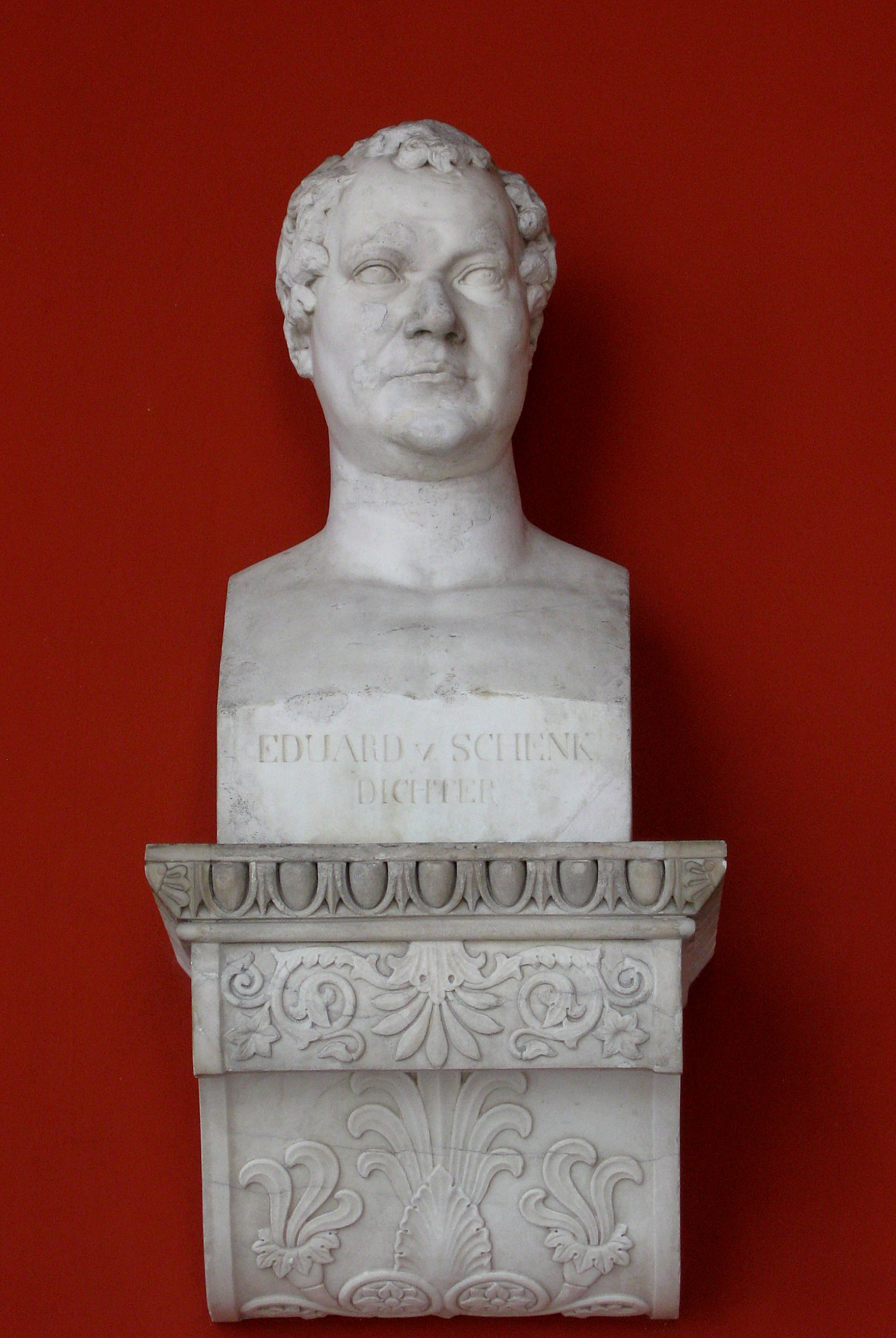
Büste von Eduard v. Schenk in der Ruhmeshalle in München

- Maria von Schenk, Ordensfrau

## Ehrung
Eduard v. Schenks Büste fand Aufstellung in der Ruhmeshalle in München.